# 芒特艾尔 (爱荷华州)
芒特艾尔（Mount Ayr）是美国艾奥瓦州灵戈尔德县的城市，是灵戈尔德县的县城。 2010年人口普查时的人口为1,691人。芒特艾尔是位于州立高速公路2号35号州际公路以西22英里的爱荷华州西南部的一个农村社区。芒特艾尔成立于1875年，社区被命名为诗人罗伯特·伯恩斯在苏格兰艾尔的出生地，加上“山”表示其在该地区最高点的位置。